# Bonneville-Aptot
Bonneville-Aptot är en kommun i departementet Eure i regionen Normandie i norra Frankrike. Kommunen ligger i kantonen Montfort-sur-Risle som tillhör arrondissementet Bernay. År 2022 hade Bonneville-Aptot 261 invånare.

## Befolkningsutveckling
Antalet invånare i kommunen Bonneville-Aptot
Referens:INSEE